# Vaccinazioni obbligatorie
In Europa è diffusa la pratica di rendere obbligatorie alcune vaccinazioni ai residenti.

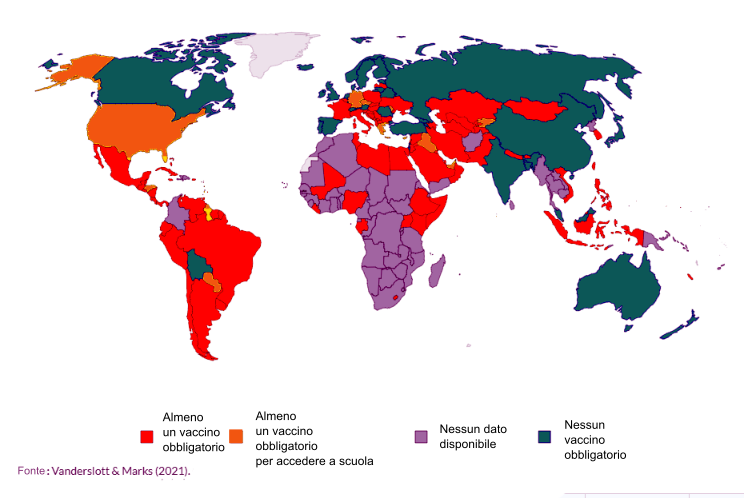
Politiche di vaccinazione infantile nel mondo nel 2021

Nei 27 Paesi dell'UE e Islanda e Norvegia, nel 2012 risultava secondo il Vaccine European New Integrated Collaboration Effort che 15 Paesi europei non avevano vaccinazioni obbligatorie (Austria, Danimarca, Estonia, Finlandia, Germania, Irlanda, Islanda, Lituania, Lussemburgo, Norvegia, Portogallo, Spagna, Svezia e Regno Unito), mentre i restanti 14 Paesi avevano almeno una vaccinazione obbligatoria nel loro programma vaccinale.

## In Europa
La vaccinazione contro la poliomielite è obbligatoria per tutti i bambini in 12 nazioni europee; quella contro la difterite e il tetano è obbligatoria in 11 Paesi; quella contro l'epatite B in 10 Paesi. I vaccini per varicella, pneumococco, meningite batterica, rotavirus e MPR sono presenti in tutti i calendari dei Paesi Europei.
I calendari vaccinali in Europa sono molto simili tra loro: il vaccino esavalente (antidifterite, tetano, pertosse, poliomielite, Haemophilus influenzae B e epatite B) non viene usato solo in Finlandia, Islanda, Ungheria e Svezia; nei Paesi dove non è obbligatorio, è quantomeno raccomandato. Quello contro morbillo-parotite-rosolia è presente in quasi tutti i Paesi in forma almeno raccomandata.

### Lettonia
La Lettonia ha 13 vaccini obbligatori.

### Italia
In Italia dal 2017 sono obbligatorie per tutti i nuovi nati dieci vaccinazioni: anti-poliomielitica, anti-difterica, anti-tetanica, anti-epatite B, anti-pertosse, anti-Haemophilus influenzae B, anti-morbillo, anti-rosolia, anti-parotite e anti-varicella. Per alcune categorie professionali esistono obblighi specifici: ad esempio, i lavoratori delle industrie edile e metalmeccanica hanno l'obbligo di vaccinarsi contro il tetano, quelli dell'industria alimentare hanno l'obbligo del vaccino contro la tubercolosi, mentre il personale medico e ospedaliero ha l'obbligo delle vaccinazioni antitubercolare, antitifoidea ed antiepatite virale.

### Francia
In Francia dal 2018 sono obbligatorie le vaccinazioni contro difterite, tetano, polio, epatite B, Haemophilus influenzae B, pertosse, morbillo, parotite, rosolia, pneumococco e meningococco C.

### Lituania
In Lituania, pur non essendoci vaccini obbligatori, i bambini non vaccinati contro morbillo, parotite e rosolia non possono essere ammessi all'asilo.

### Portogallo
Il Portogallo non ha istituito l'obbligatorietà dei vaccini. Tuttavia, a partire dal 2017 le scuole portoghesi devono segnalare tutti i bambini non vaccinati alle autorità sanitarie in modo che le famiglie possano essere informate tempestivamente e correttamente sui vaccini.